# Арні Магнуссон
Арні Магнуссон (13 листопада 1663 — 7 січня 1730) — вчений і колекціонер рукописів з Ісландії, який зібрав Арнамагнеанську колекцію рукописів.

## Біографія
Арні народився у 1663 році у Квеннабрекку у Даласісла, на заході Ісландії, де його батько Магнус Йоунссон був міністром (а пізніше прокурором і шерифом). Його матір'ю була Ґудрун Кетілсдоттір, донька архідиякона Кетілла Йоурундарсона з Гваммура. Його виховували бабуся, дідусь і дядько. У 17 років він вступив до кафедральної школи в Скалгольті, а через три роки, у 1683 році, поїхав до Данії (разом зі своїм батьком, який був частиною контингенту торгових лобістів), щоб навчатися в Копенгагенському університеті. Там він здобув ступінь з богослов'я через два роки, а також став помічником Королівського антикварія Томаса Бартоліна, допомагаючи йому підготувати його «Antiquitates danicæ» і транскрибуючи, перекладаючи та коментуючи тисячі сторінок ісландського матеріалу.
Після смерті Бартоліна у 1690 році Арні став бібліотекарем і секретарем данського державного діяча Маттіаса Мота (брата Софі Амалії Мот, коханки короля Кристіана V до його смерті у 1699 році). З кінця 1694 року до кінця 1696 року він перебував у Німеччині, головним чином для оцінки книжкової колекції, яка була запропонована університету, але він там ще залишився на деякий час. Між тим, мабуть, завдяки своєму роботодавцю, він отримав призначення професора в університеті, і, оскільки він ніколи не друкувався, ще в Лейпцигу він опублікував видання деяких данських хронік, які він скопіював, працюючи на Бартоліна. Повернувшись до Данії, він знову почав працювати на Мота, у 1697 році його також призначили секретарем Королівського секретного архіву (Det Kongelige Gehejmearkiv). На прохання Мота у 1699 році він анонімно опублікував розповідь про справу про чаклунство, в якій Мот був суддею, «Kort og sandfærdig Beretning om den vidtudraabte Besættelse udi Thisted».
Разом із заступником юриста Паллом Відаліном король Данії Фредерік IV призначив його дослідити умови в Ісландії; це зайняло десять років, з 1702 до 1712 рік, і більшу частину часу він провів там. Він повернувся до Копенгагена на дві зими, перший раз, щоб представити торгові пропозиції, а під час другої, яка була пов'язана з судовою справою, він одружився. Остаточними результатами дослідження стали перепис населення Ісландії 1703 року та Jarðabók, або земельний кадастр, записи для якого не були завершені до 1714 року, його довелося перекладати данською мовою після смерті Арні. Очікувалося, що він сам займеться перекладом, але це було одне з кількох офіційних завдань, яким він знехтував. Нарешті їх опублікували в 11 томах у 1911—1941 роках. Однак місія, визначена королем, була надзвичайно широкою, вона містила дослідження доцільності видобутку сірки, оцінку рибного промислу та перевірку здійснення правосуддя. Посипалися скарги на судові зловживання, і чиновники були розлючені розслідуваннями двох чоловіків щодо минулих судових справ і, своєю чергою, поскаржилися на них до Копенгагена.
Повернувшись у 1713 році до Копенгагена, де він мав провести решту свого життя, Арні відновив свої обов'язки бібліотекаря, ставши неофіційним керівником архіву на початку 1720 року, а згодом заступником бібліотекаря, можливо, згодом головним бібліотекарем університетської бібліотеки. Він також обійняв посаду професора філософії та данських старожитностей в університеті, яку утворили у 1701 році. У 1721 році його призначили професором історії та географії.
Арні все життя мав пристрасть до колекціонування рукописів, головним чином ісландських, а також рукописів інших північних країн. Цілком імовірно, що це почалося з Бартоліна, коли йому довелося тимчасово повернутися до Ісландії у 1685 році через смерть батька, той наказав йому повернути всі рукописи, а потім відправив його до Норвегії та Лунда у 1689 –90 роках, щоб зібрати більше. Крім того, його дядько був писарем, а його дід Кетіл Йорундссон був дуже плідним переписчиком. До початку колекціонування більшість великих кодексів уже вивезли з Ісландії: вони перебували або в королівській колекції в Копенгагені, або в приватних колекціях у різних скандинавських країнах. Лише у 1685 році за наполяганням Бартоліна король заборонив продавати ісландські рукописи іноземцям і вивозити їх. Але багато залишилося, особливо тому, що Арні цікавився навіть скромними предметами та робив усе можливе, щоб щось отримати. Коли Бартолін помер, Арні допоміг своєму братові підготувати його книги та рукописи до продажу та залишив собі ісландські рукописи, зокрема «Möðruvallabók». Завдяки своїм зв'язкам з Мотом Арні мав певний політичний вплив, за що ісландці, дарували йому книги та рукописи. Протягом десяти років дослідження Ісландії він мав доступ за наказом короля до всіх рукописів у країні, мав при собі свою колекцію та працював над нею взимку. Коли його відкликали, його разом з оглядовими документами довелося залишити в Ісландії, але у 1721 році їх відправили йому. Деякі праці він позичав для копіювання; кілька переписувачів працювали на нього в його професорській резиденції у Копенгагені. Його колекція стала найбільшою у своєму роді. На жаль, його будинок згорів під час пожежі у Копенгагені 1728 року. Його друзі допомагли врятувати більшість рукописів, але дещо було втрачено назавжди, зокрема майже всі друковані книги та принаймні один унікальний предмет. Його переписувач Йон Олафссон записав по пам'яті вміст одного рукопису, який згорів. Арні звинувачували, що він забарився з переміщенням своєї колекції. Він не проводив вичерпної інвентаризації своєї колекції і кілька разів заявляв, що втрати більші, ніж вважають. В університетській бібліотеці було знищено все, включно з багатьма ісландськими документами, які збереглися лише завдяки копіям, зробленим Арні для Бартоліна, а більшість інших професорів втратили всі свої книги.
З Арні консультувалися й охоче допомагали вчені з усієї Європи. Зокрема, він значно допоміг Тормодуру Торфасону, королівському історику Норвегії, у підготовці його праці до публікації, з яким познайомився під час виконання доручення Бартоліна. Друге видання «Книги для ісландців», яке вийшло друком (в Оксфорд), фактично є перекладом і коментарем Арні, хоча редактором вважається Крістен Ворм. Арні заперечував це, називаючи зусиллям молодості.

Арні був незвичайним для свого часу скрупульозним у зазначенні джерел й уважний до точностей. У власному афоризмі:
Svo gengur það til í heiminum, að sumir hjálpa erroribus á gáng og aðrir leitast síðan við að útryðja aftur þeim sömu erroribus. Hafa svo hverir tveggja nokkuð að iðja.
«І це спосіб світу, що одні люди пускають помилки в обіг, а інші потім намагаються викорінити ті самі помилки. І тому обидва види людей мають чим зайнятися».
Арні пізно одружився, у 1709 році, з Метте Єнсдаттер Фішер, вдовою королівського сідельника, який був на 19 років старший і заможним. Він повернувся до Ісландії лише через кілька місяців, щоб продовжити роботу над земельним реєстром; вони листувалися до його повернення до Копенгагена. Він прожив лише понад рік після пожежі у Копенгагені, залежачи від друзів через житло та змушений був тричі переїжджати; зима була суворою, і коли він захворів, йому довелося отримати допомогу, щоб підписати заповіт. Він помер рано наступного дня, 7 січня 1730 року, його поховали у північній каплиці все ще зруйнованої церкви Богоматері. Його дружина померла у вересні, її поховали поруч.
Він заповів свою колекцію державі з забезпеченням її утримання та допомоги ісландським студентам. Вона є основою Арнамагнеанського інституту та пов'язаних із нею стипендій.

## Спадщина
Колекція Арні, що залишилася, тепер відома як Арнамагнеанська колекція рукописів. Вона розділена між двома установами, обидві названі на його честь і мають як освітню, так і архівну мету: Арнамагнеанський інститут в Копенгагені та Інститут ісландських студій Арні Маґнуссона в Рейк'явіку.
Його ім'ям названа вулиця в районі Калвебод Брюгге в Копенгагені. Він був зображений на застарілій банкноті у 100 ісландських крон.
Персонаж Аднаса Аднея у романі лауреата Нобелівської премії Галдора Лакснесса «Ісландський дзвін» («Íslandsklukkan») заснований на ньому; у романі йдеться про справу про ненавмисне вбивство Йоуна Греггвідссона, фермера, вирок якого зрештою частково скасували завдяки розслідуванню Арні та Відаліна.
Також Арне Сакнуссемм, персонаж із роману Жуля Верна «Подорож до центру Землі», заснований на ньому.